# Драматург
Драмату̀рг, мн. ч. драматурзи и (остар.) драматурги, е термин в литературата и театъра с двойно значение – или автор на драми, или служител в театър.

## Български термин
По-често под „драматург“ се разбира писател, който съчинява драматични произведения – в тесен смисъл са пиеси за театър. В широк смисъл тук някои включват подобни произведения, но за тях вместо „пиеси“ обикновено се използват други термини като „либрето“ (и „либретист“ за автора) за музикален театър и опера или „сценарий“ (и „сценарист“ съответно) за други сценични изкуства, филми и пр.
По-рядко (главно в професионалните среди) под „драматург“ се разбира длъжностно лице в театър, което подбира драми за репертоара за представленията в него, участва при поставянето им и поддържа връзка с авторите на пиесите.

## Английски термин
Терминът на английски „playwright“ (на български: драматург) е бил създаден от Бен Джоунс в неговата Епиграма 49, „За шоуруа“ като обида, за да го представи като занаятчийство за театъра. Джоунс се представя като поет, а не като драматург, тъй като пиесите по онова време са писани на метри, така че се считат за занаятчийство на поетите. Този възглед е въведен още в началото на XX век.
Терминът „драматург“ по-късно изгубва тази си негативна оценка. Той произхожда от английските думи „playwright“ или „dramatist“. Терминът „play“ (плей) идва от средноанглийското „pleye“, което означава игра, упражнение, аплодисменти. Думата „wright“ (райт) не е вариант на „писане“, е архаичен термин за занаятчия, като каруцар или строител. Оттук и префиксът, и суфиксът се съчетават, за да се посочи някой, който е „изработил“ като занаятчия думи, теми и други елементи в драматична форма (пиеса). Омофон с „write“ (пиша) в този случай е напълно случайно.